# بريان كولير
بريان كولير (بالإنجليزية: Bryan Collier)‏ هو كاتب وكاتب للأطفال أمريكي، ولد في 1967 في بوكوموك سيتي في الولايات المتحدة.

## وصلات خارجية
- الموقع الرسمي